# Apple I

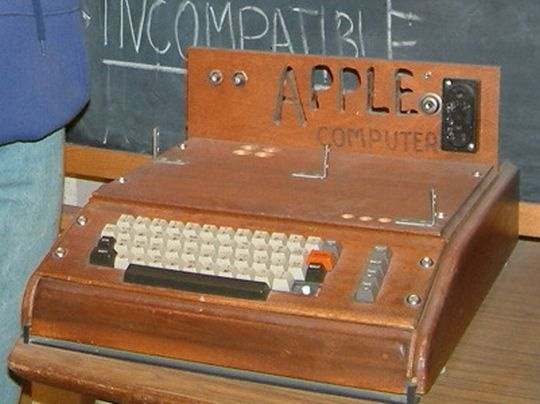
Apple I

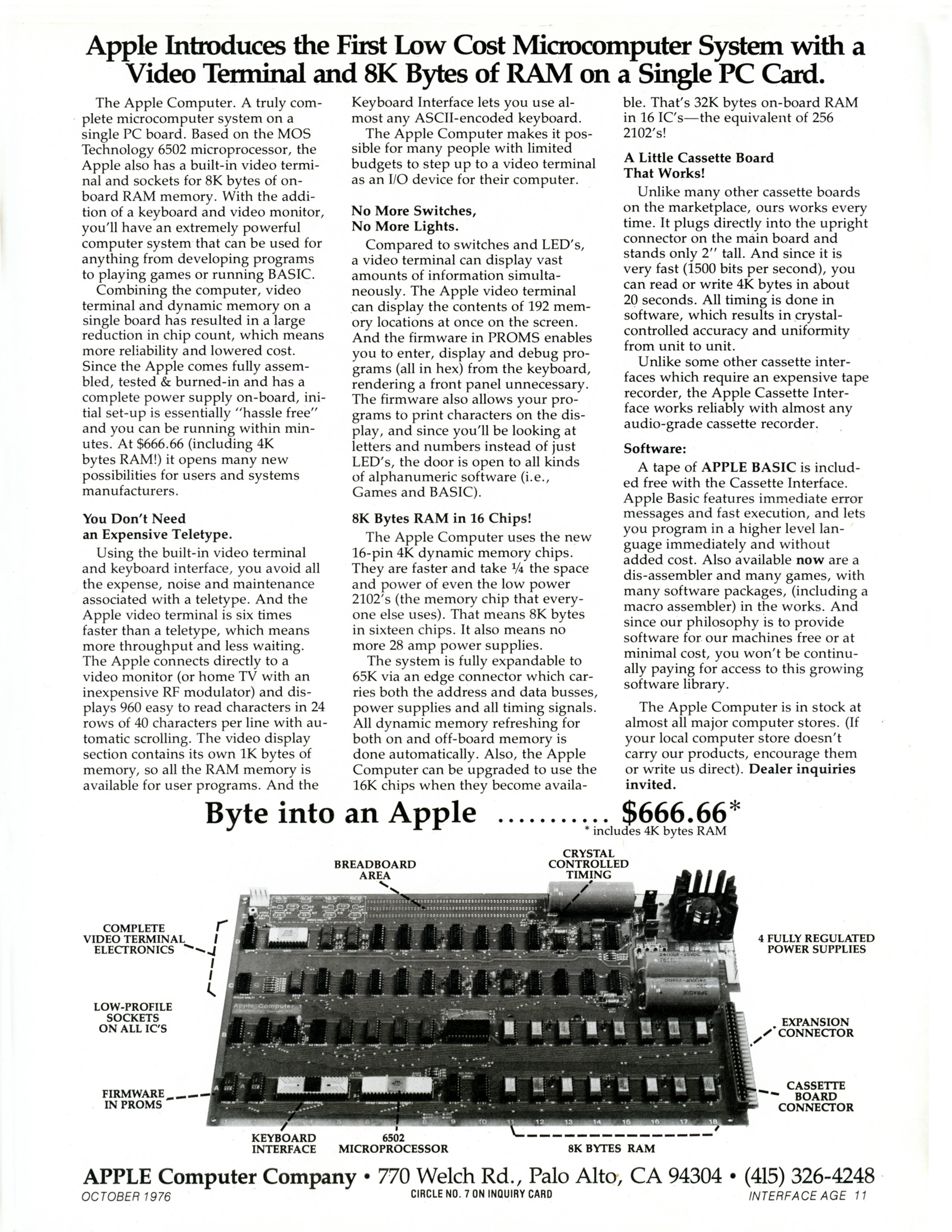
Een advertentie ter introductie van de Apple I-computer

De Apple I was een vroege personal computer en de eerste die een toetsenbord combineerde met een microprocessor en een verbinding naar een monitor.
De Apple I was ontworpen door Steve Wozniak, oorspronkelijk voor persoonlijk gebruik. Een vriend van Wozniak, Steve Jobs, kwam op het idee om de computer te verkopen. Hij werd verkocht als Apples eerste product in het begin van april 1976. De verkoopprijs bedroeg $666,66 (Amerikaanse dollar). Er werden ongeveer 200 stuks geproduceerd. In tegenstelling tot andere computers voor hobbyisten uit die tijd, die als bouwpakketten werden verkocht, was de Apple I een volledig gemonteerde printplaat met ongeveer 30 chips. Om een werkende computer te bouwen, moesten de gebruikers nog steeds een behuizing, voeding, toetsenbord en scherm toevoegen. Een optioneel bord dat een interface bood voor opslag op een cassette, werd later voor een prijs van $75 uitgebracht.
De Apple I krijgt soms de eer de eerste personal computer te zijn die in een volledig geassembleerde vorm werd verkocht; sommigen spreken dit tegen en zeggen dat de eer toebehoort aan andere machines, zoals de Datapoint 2200.
Het gebruik van een toetsenbord en een monitor bij de Apple I was kenmerkend. Concurrerende toestellen zoals de Altair 8800 waren over het algemeen geprogrammeerd met tuimelschakelaars die vooraan gemonteerd waren, en gebruikten indicatielichtjes (meestal leds) voor hun uitvoer, en moesten met afzonderlijke hardware uitgebreid worden om een verbinding mogelijk te maken met toetsenborden en monitoren. Dit maakte de Apple I een innovatief toestel voor zijn tijd, ondanks het gebrek aan grafische mogelijkheden en geluid. De productie werd beëindigd in maart 1977, toen het toestel vervangen werd door de Apple II.
Rond het begin van het nieuwe millennium bestonden er naar schatting nog 30 tot 50 Apple I's, wat ze tot een verzamelobject maakte. Een Apple I zou bij een veiling in 1999 naar verluidt voor $50.000 verkocht zijn; de prijs voor een Apple I lag echter tussen de $14.000–$16.000. In november 2010 werd een Apple I voor ruim € 175.000,- te koop aangeboden op een veiling. In juni 2012 werd in New York een werkende Apple I voor € 295.900,- verkocht. Een software-compatibele kloon van de Apple I, gemaakt met moderne componenten, werd in beperkte hoeveelheden in 2003 uitgebracht voor een prijs van rond de $200. Op 25 mei 2013 werd op een veiling in Keulen € 516.461 betaald door een anonieme Aziatische koper voor een van de laatste zes werkende Apple I-computers die op dat moment bekend waren. Op 9 november 2021 werd een originele nog steeds functionerende Apple 1 verkocht op een veiling in Californië voor $400.000.

## Specificaties
- CPU: MOS Technology 6502 op ongeveer 1 MHz
- RAM: 4 kB standaard, uitbreidbaar naar 8 kB on-board, of tot 48 kB door middel van uitbreidingskaarten (producten van derden)
- Grafisch: 40×24 tekens, met scrolling in hardware geïmplementeerd